# Ронда (Північна Кароліна)
Ронда (англ. Ronda) — місто (англ. town) в США, в окрузі Вілкс штату Північна Кароліна. Населення — 438 осіб (2020).

## Географія
Ронда розташована за координатами 36°13′18″ пн. ш. 80°56′36″ зх. д. / 36.22167° пн. ш. 80.94333° зх. д. (36.221718, -80.943237).  За даними Бюро перепису населення США в 2010 році місто мало площу 2,81 км², уся площа — суходіл.

## Демографія
Згідно з переписом 2010 року, у місті мешкало 417 осіб у 173 домогосподарствах у складі 116 родин. Густота населення становила 149 осіб/км².  Було 205 помешкань (73/км²).
Расовий склад населення:
| - 91,1 % — білих - 2,2 % — чорних або афроамериканців - 0,2 % — корінних американців - 4,3 % — осіб інших рас |

До двох чи більше рас належало 2,2 %. Частка іспаномовних становила 9,1 % від усіх жителів.
За віковим діапазоном населення розподілялося таким чином: 20,9 % — особи молодші 18 років, 59,4 % — особи у віці 18—64 років, 19,7 % — особи у віці 65 років та старші. Медіана віку мешканця становила 43,1 року. На 100 осіб жіночої статі у місті припадало 106,4 чоловіків;  на 100 жінок у віці від 18 років та старших — 96,4 чоловіків також старших 18 років.
Середній дохід на одне домашнє господарство  становив 36 649 доларів США (медіана — 30 662), а середній дохід на одну сім'ю — 42 282 долари (медіана — 38 542). За межею бідності перебувало 23,0 % осіб, у тому числі 27,2 % дітей у віці до 18 років та 24,5 % осіб у віці 65 років та старших.
Цивільне працевлаштоване населення становило 156 осіб. Основні галузі зайнятості: виробництво — 25,0 %, освіта, охорона здоров'я та соціальна допомога — 21,8 %, роздрібна торгівля — 17,9 %.